# دانشگاه تگزاس ای اند ام در قطر

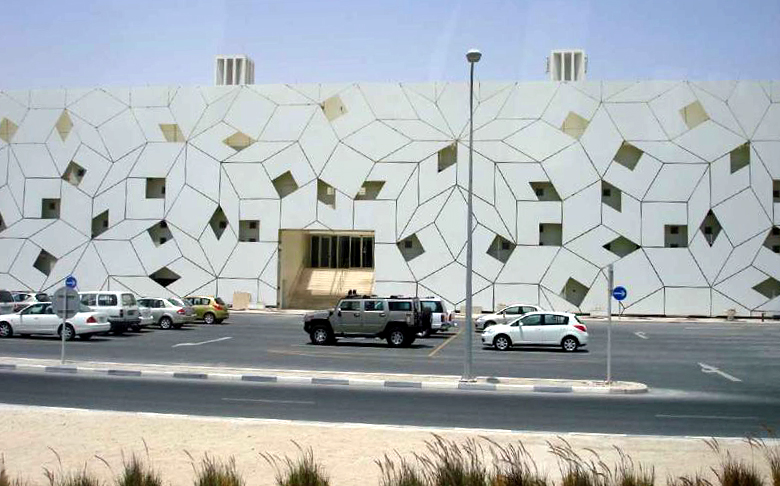

دانشگاه تگزاس A&M در قطر (به انگلیسی: Texas A&M University at Qatar) نام یک دانشگاه آمریکایی است که در شهر آموزش، در قطر قرار دارد. این دانشگاه زیر نظر مستقیم دانشگاه تگزاس A&M در آمریکا اداره می‌شود. معمار این مجموعه نیز، ریکاردو لگورتا است.
این دانشگاه مدارک کارشناسی در رشته‌های مهندسی شیمی، برق، مکانیک و نفت را ارائه می‌دهد. همچنین، در سال 2011 در این دانشگاه، برنامه تحصیلات تکمیلی برای مهندسی شیمی (کارشناسی ارشد) نیز آغاز شد.

## تاریخچه
دانشگاه تگزاس A&M در قطر در سال ۲۰۰۳ تأسیس شد. این پردیس از طریق توافقی بین دانشگاه ای اند ام تگزاس و بنیاد قطر برای آموزش، علم و توسعه جامعه، به صورت یک مؤسسه خصوصی تحت قوانین دولت قطر، تأسیس شد.